# 25035 Скалессе
25035 Скалессе (25035 Scalesse) — астероїд головного поясу, відкритий 17 серпня 1998 року.
Тіссеранів параметр щодо Юпітера — 3,373.